# Warmberg - Osterberg
Warmberg - Osterberg este o arie protejată (arie specială de conservare — SAC, sit de importanță comunitară — SCI) din Germania întinsă pe o suprafață de 62,54 ha, integral pe uscat.

## Localizare
Centrul sitului Warmberg - Osterberg este situat la coordonatele 51°28′54″N 9°18′27″E / 51.4817°N 9.3075°E.

## Înființare
Situl Warmberg - Osterberg a fost declarat sit de importanță comunitară în aprilie 1999 pentru a proteja 1 specie de plante și 1 specie de animale. Situl a fost protejat și ca arie specială de conservare în martie 2008.

## Biodiversitate
Situată în ecoregiunea continentală, aria protejată conține 4 habitate naturale: Formațiuni de Juniperus communis pe lande sau pajiști calcaroase, Pajiști uscate seminaturale și facies de acoperire cu tufișuri pe substraturi calcaroase (Festuco-Brometalia) (* situri importante pentru orhidee), Păduri de fag Asperulo-Fagetum, Păduri de fag din Europa Centrală dezvoltate pe sol calcaros cu Cephalanthero-Fagion.
La baza desemnării sitului se află mai multe specii protejate:
- plante (1): papucul doamnei (Cypripedium calceolus)
- păsări (1): sfrâncioc roșiatic (Lanius collurio)

Pe lângă speciile protejate, pe teritoriul sitului au mai fost identificate 16 specii de plante, 6 specii de nevertebrate, 1 specie de reptile.